# Кім Чі Со (дзюдоїстка)
Кім Чі Со (12 грудня 2000) — південнокорейська дзюдоїстка, бронзова призерка Олімпійських ігор 2024 року.

## Виступи на Олімпіадах
| Олімпіада  | Дисципліна      | Місце |
| ---------- | --------------- | ----- |
| Токіо 2020 | до 57 кг        | 9     |
| Токіо 2020 | змішана команда | 9     |
| Париж 2024 | до 63 кг        | 7     |
| Париж 2024 | змішана команда | 3     |